# Billy Cobham
William C. Cobham, conocido como Billy Cobham (Panamá, 16 de mayo de 1944), es un baterista, músico y compositor panameño-estadounidense de jazz y jazz fusión.

## Biografía
En su infancia, él y su familia se trasladaron a la ciudad de Nueva York (Estados Unidos) donde asistió a la secundaria High School of Music and Art.

### Comienzos
Más adelante, su primera experiencia como batería en una banda fue en el Ejército estadounidense, donde adquirió cierta fama. Posteriormente, participó con artistas como el pianista Horace Silver, el saxofonista Stanley Turrentine, la teclista Shirley Scott y el guitarrista George Benson.
A finales de la década de los 60s, y principios de los 70s, se va más por el estilo de fusion jazz, mezclando elementos como el rock n' roll, el soul y el funk. Cobham colabora con los hermanos Randy y Michael Brecker y con el guitarrista John Abercrombie en la banda Dreams, así como también con el reconocido trompetista Miles Davis, con quien establecería un vínculo musical muy fuerte, y con quien pudo ganarse fama participando en el Live-mal y en el tributo a Jack Johnson. En esa época, Cobham se estaba ganando buena fama, principalmente por su revolucionaria técnica, la cual mezclaba complejidad, innovación y originalidad.

### Mahavishnu Orchestra
Antes de su trabajo con la Mahavishnu Orchestra, Billy Cobham grabó con el guitarrista John McLaughlin en el álbum My Goal's Beyond. Más tarde, en el año 1971, Cobham funda junto a John McLaughlin la Mahavisnhu Orchestra, con la cual hacen giras del 1971 al 1973 y con la cual Cobham graba dos álbumes de estudio y uno en vivo.

### Solista
En mayo de 1973, graba su primer álbum como solista Spectrum en el cual hace una fusión de los mejores discos de la historia, y en el cual toca con artistas como Jan Hammer (teclista de la Mahavishnu Orchestra) y con el guitarrista Tommy Bolin (quien luego seria guitarrista de la banda británica de hard rock Deep Purple). En el mismo año, antes de terminar una gira con la Mahavishnu Orchestra, Cobham coolabora con los guitarristas Carlos Santana y John McLaughlin.
Años más tarde, firma con la CTI Records, expandiendo su repertorio de fusion jazz. También hizo participaciones con artistas como Chick Corea, Jack Bruce, Clem Clempson, Dave Sancious, los jóvenes músicos habaneros de la banda ASERE y otros, principalmente en giras y conciertos.

## Discografía
Como solista:
| - Spectrum (1973) - Crosswinds (1974) - Total Eclipse (1974) - Shabazz (1974) - A Funky Thide Of Sings (1975) - Life & Times (1976) - The Billy Cobham-George Duke Band: "Live" On Tour In Europe (1976) - Magic (1977) - Alivemutherforya (1978) - Inner Conflicts (1978) - Simplicity of Expression: Depth of Thought (1978) - B.C. (1979) - Live: Flight Time (1980) - Stratus (1981) - Observations & Reflections (1982) - Observatory (1982) - Smokin' (1982) - Warning (1985) - Consortium (1985) - Power Play (1986) - Best Of (1987) - Picture This (1987) | - Incoming (1989) - No Filters (1990) - By Design (1991) - The Traveler (1993) - Nordic (1996) - Paradox (1996) - Paradox, The First Second (1998) - Mississippi Nights Live (1998) - Focused (1999) - Ensemble New Hope Street (1999) - Nordic: Off Color (1999) - North By NorthWest (2001) - Drum 'n' Voice (2002) - Art Of Three (2002) - Many Years B.C. (2002) - The Art Of Five (2003) - Drum'n'Voice vol. 2 (2006) - Fruit from the Loom (2008) - Drum 'n' Voice vol.3 (2010) - Palindrome (2010) - Compass Point (2013) |

Con Mahavishnu Orchestra:
- Inner Mounting Flame (1971)
- Birds of Fire (1973)
- Between Nothingness and Eternity (1973)
- Mahavishnu (1984)

Participaciones:
| - Bitches Brew (1970)/Miles Davis - Live-Evil (1970)/Miles Davis - A Tribute to Jack Johnson (1970)/Miles Davis - Get Up With It (1974)/Miles Davis - Circle in the Round (1979)/Miles Davis - Directions (1980)/Miles Davis - Kon Tiki (2021)/Roberto Tola - You've Got to Take a Little Love (1969)/Horace Silver - Giblet Gravy (1968)/George Benson - White Rabbit (1972)/George Benson - The Anderson Tapes (1971)/Quincy Jones - I Heard That!! (1976)/Quincy Jones - Dreams (1970)/Dreams - Imagine My Surprise (1971)/Dreams - God Bless The Child (1971)/Kenny Burrell - Make It Funky: The Big Payback 1971-1975 (1996)/James Brown - Don't Stop The Carnival (1978)/Sonny Rollins - Spanish Blue (1974)/Ron Carter - Uptown Conversation (1970)/Ron Carter - New York Slick (1980)/Ron Carter - Sunflower (1972)/Milt Jackson - Prelude (1973)/Eumir Deodato - Deodato 2 (1973)/Eumir Deodato - Whirlwinds (1974)/Eumir Deodato - My Goals Beyond (1971)/John McLaughlin - Electric Guitarist (1978)/John McLaughlin - Love Devotion Surrender (1973)/Santana y McLaughlin - Hotcakes (1974)/Carly Simon - Live at the Public Theater (1980)/Gil Evans - Lookout For Number One (1976)/Brothers Johnson - Western Man (1971)/Mose Allison | - Lessons in Living (1982)/Mose Allison - Invitation To Openness (1971)/Les McCann - Blue Moses (1972)/Randy Weston - Purple (1970)/Miroslav Vitous - Big Bad Jug (1973)/Gene Ammons - The Other Road (1973)/Ray Barretto - School Days (1976)/Stanley Clarke - Fly With The Wind (1976)/McCoy Tyner - Giant Box (1973)/Don Sebesky - Rising (1972)/Mark-Almond Band - To The Heart (1976)/Mark-Almond Band - Breakout (1971)/Johnny Hammond - Rock Steady (1971)/Johnny Hammond - All The King's Horses (1972)/Grover Washington, Jr. - Soul Box (1973)/Grover Washington, Jr - A Live Mother for Ya! (1977)/Al Johnson - Spaces (1974)/Larry Coryell - The Essential Larry Coryell (1975)/Larry Coryell - Spaces Revisited (1997)/Larry Coryell - Journey (1974)/Arif Mardin - Sky Dive (1973)/Freddie Hubbard - Cargo (1982)/Cargo - You've Got a Friend (1972)/Roberta Flack y Donny Hathaway - Atlantis (1973)/Duke Project - Live At The Yankee Stadium (1973)/Fania All-Stars - Live at the Greek (1993)/Stanley Clarke y Larry Carlton - Blue Light Rain (1998)/Jazz Is Dead - Passion: Music for The Last Temptation of Christ (1989)/Peter Gabriel - De Cuba y de Panamá (2008)/ASERE - Raison D'être (2004)/Frank Gambale - Call Me If You Get Lost (2021)/Tyler, the Creator |